# Luciano Nervi
Luciano Nervi SMM (* 26. Januar 1938 in Sforzatica di Dalmine, Bergamo; † 8. März 2005) war Bischof von Mangochi in Malawi.

## Leben
Nervi besuchte die Schulen in seiner Heimat und studierte danach Theologie an der Päpstlichen Lateranuniversität und Literatur, Journalismus und Sozialwissenschaften an der Katholischen Universität Mailand. Danach war er als Lehrer in Italien tätig. Später wurde er als Missionar in die Diözese Mangochi (Malawi) entsandt, wo er zunächst in der Leprastation in Utale tätig war. Außerdem war er Pfarrer, Regionalsuperior und Generalvikar. 1987 kehrte er nach Italien zurück.
Am 20. November 2004 wurde er von Johannes Paul II. zum Bischof von Mangochi ernannt. Sein Bischofsspruch war „Ufumu Wanu Udze“ (Dein Reich komme). Seine mit afrikanischen Symbolen geschmückte himmelblaue Mitra brachte ihm schnell den Beinamen „der azurblaue Bischof“ ein.
Bischof Nervi starb am 8. März 2005 an den Folgen einer Malariaerkrankung.